# Mediomastus capensis
Mediomastus capensis är en ringmaskart som beskrevs av Francis Day 1961. Mediomastus capensis ingår i släktet Mediomastus och familjen Capitellidae. Inga underarter finns listade i Catalogue of Life.